# Маргрет Вільяулмсдоттір
Заголовок цієї статті — це ісландське ім'я, де Маргрет — особове ім'я, а Вільх'яульмсдоуттір — ім'я по батькові. 
Маргрет Вільх'яульмсдоуттір (ісл. Margrét Vilhjálmsdóttir; нар. 10 березня 1966, Рейк'явік, Ісландія) — ісландська акторка театру та кіно. Закінчила Ісландську академію мистецтв.

## Раннє життя та освіта
У 1994 році Маргрет закінчила Ісландську академію мистецтв (Listaháskóli Íslands), Ісландську драматичну академію і кілька років працювала у Рейк'явікській театральній трупі. Потім вона стала членом Національного театру Ісландії (Þjóðleikhúsið).

## Кар'єра
У 2002 році вона приєдналася до театральної групи «Vesturport» для незвичайної циркової постановки «Ромео і Джульєтти» Шекспіра з великою кількістю акробатики, світла та дії.
Маргрет також виступала у телевізійних постановках, включаючи Njálssaga (2003) та Ástríður (2009), а також на великому екрані. Її значними фільмами є, мабуть, Mávahlátur («Сміх чайки»), знятий за мотивами книги Крістін Мар'ї Балдурсдоуттір та «Соколи», в якій вона знялася разом із Кітом Керрадайн. Обидва фільми отримали міжнародну увагу.
Маргрет — відома художниця на ісландській художній арені та часто бере участь у Рейк'явікському фестивалі мистецтв.

## Вибіркова фільмографія
- Соколи (2002)
- Товший за воду (2006)

## Нагороди
- 2001: премія Едда за найкращу жіночу роль другого плану
- 2002: премія Shooting Stars